# Харьковское гвардейское высшее танковое командное училище
Институт танковых войск Национального университета «Харьковский политехнический институт»  — факультет Национального технического университета «Харьковский политехнический институт».
Является правопреемником Харьковского гвардейского высшего танкового командного училища (ХГВТКУ) и Харьковского института танковых войск (ХИТВ).

## Наименования
- Харьковское гвардейское танковое училище (лейтенантов) (1944)
- Харьковское гвардейское танковое училище (1960)
- Харьковское гвардейское высшее танковое командное училище (1966)
- Харьковское гвардейское высшее танковое командное училище имени Верховного Совета Украинской ССР (1969)
- Харьковское гвардейское высшее танковое командное ордена Красной Звезды училище имени Верховного Совета Украинской ССР (1975)

## История
Училище ведёт свою историю со времён Гражданской войны от 13-го механизированного полка Донской кавалерийской казачьей дивизии.
В 1938 году полк был переформирован в легкотанковый (с 1940 года — танковый). В 1939—1940 годах личный состав полка принимал участие в советско-финской войне, после чего был передислоцирован в Закавказье. В 1941 году полк выполнял специальное задание на территории Ирана. В конце года полк был переформирован в 56-ю отдельную танковую бригаду.
Боевое крещение личный состав отдельной танковой бригады принял на Керченском полуострове. С июля 1942 года бригада ведёт упорные оборонительно-наступательные бои на Сталинградском направлении. Приказом НКО СССР № 56 от 7 февраля 1943 года, за проявленный героизм, отвагу и мужество бригада присвоено почётное звание «Гвардейская» и была преобразована в 33-ю гвардейскую отдельную танковую бригаду (командир гв. полковник Иван Михайлович Бабенко).
Гвардейцы-танкисты принимали участие в разгроме Котельниковской группировки противника, вели бои за Новочеркасск и Ростов-на-Дону. Летом 1943 года бригада, в составе Южного фронта, в упорных боях прорывала оборону немцев на реке Миус, участвовала в освобождении Восточной Украины. Свои боевые действия бригада закончила под легендарной Каховкой.
23 августа 1944 года в соответствии с приказом заместителя Наркома обороны СССР № 0041сс на базе 33 гв. отдельной танковой бригады было сформировано Харьковское гвардейское танковое училище (лейтенантов). Занятия начались 1 октября, которое и стало официальным днём образования военного учебного заведения.
С января 1946 года училище переведено на 3-летний период обучения.
В 1960 году оно переименовано в Харьковское гвардейское танковое училище.
3 июля 1966 года училище преобразовано в высшие военное учебное заведение с 4-летним сроком обучения. Выпускникам выдавался общесоюзный диплом об высшем инженерном образовании общегосударственного образца и среднем военном образовании с присвоением звания лейтенант.
Учитывая большую работу по подготовке высококвалифицированных офицерских кадров, заслуги, связанные с освобождением Украины в годы Великой Отечественной войны, и в связи с 25-летием училища, приказом МО СССР № 203 от 15 августа 1969 года было присвоено имя Верховного Совета Украинской ССР, а училище стало называться Харьковское гвардейское высшее танковое командное училище имени ВС Украинской ССР.
В 1970, 1972, 1991 годах за высокие результаты в боевой и политической подготовке коллектив училища награждается переходящим Красным знаменем Военного Совета Краснознамённого Киевского военного округа. Переходящее Красное знамя навечно оставлено в училище и сберегается в музее Боевой славы.
В 1975 году за большие заслуги в подготовке офицерских кадров для Вооружённых Сил и в связи с 30-летием Победы в Великой Отечественной войне училище было награждено орденом Красной Звезды.
12 января 1992 года курсанты, призванные в училище из Украины, приняли присягу на верность украинскому народу. Курсанты, призванные из других республик СССР, повторную присягу не принимали.
В сентябре 1997 года училище было переформировано в Харьковский институт танковых войск им. Верховной Рады Украины.
В 2001 году ему были возвращены почётное звание «гвардейский» и «орден Красной Звезды».
С марта 2003 года институт становится структурным подразделением Национального технического университета «Харьковский политехнический институт». Выпускникам выдаётся Диплом бакалавра (командный факультет) и специалиста (инженерный факультет и факультет РХБЗ и экологии).
За достижения и весомый вклад в подготовку высококвалифицированных офицерских кадров за результаты 2003 года институт вошёл в число лучших высших учебных заведений Украины и награждён дипломом лауреата конкурса «София Киевская».
За результаты учебной работы по итогам 2005 и 2006 годов институт входит в число лучших военных учебных заведений Сухопутных войск Вооружённых Сил Украины.
С 1 сентября 2007 года институт преобразован в Гвардейский ордена Красной Звезды факультет военной подготовки им. Верховной Рады Украины НТУ «ХПИ».
В 2015 году из официального употребления было убрано советские награды и почётные наименования.
В мае 2017 года появилась информация о восстановлении института на базе факультета.
19 июля 2017 Кабинет министров Украины своим постановлением утвердил создание Института танковых войск Национального университета «Харьковский политехнический институт» на базе факультета военной подготовки.
Здание уничтожено ракетой ВС РФ 1 марта 2022 года в ходе военного вторжения РФ на Украину.

## Начальники
- гвардии полковник Титов Василий Сергеевич (1944—1946)[4]
- генерал-лейтенант танковых войск Кашуба, Владимир Несторович (1946—1950)[5]
- гвардии генерал-майор танковых войск Юдин, Павел Алексеевич (1950—1956)[6]
- гвардии генерал-майор танковых войск Зайцев, Василий Иванович (1956—1966)
- гвардии генерал-майор танковых войск Черниченко Леонид Яковлевич (1966—1971)
- гвардии генерал-майор танковых войск Кузьмук Иван Фёдорович (1971—1973)
- гвардии генерал-майор танковых войск Кутенков Юрий Фёдорович (1973—1986)
- гвардии генерал-майор Михайлов В. С. (1986—1993)
- гвардии полковник Попов В. П. (1993—1997)
- генерал-майор Кечев Николай Александрович (1997—2004)
- генерал-майор Сиротенко Анатолий Николаевич (2004—2007)
- гвардии полковник Серпухов Александр Васильевич (с 2007 по настоящее время)